# Графика (изобразително изкуство)
Вижте пояснителната страница за други значения на Графика.
Графиката (на гръцки: γραφω; означаващо „пиша, драскам“) е вид изобразителното изкуство. Нейни основни изразни средства са линията, щрихът, петното. Принципно е базирана на баланса между черно и бяло. Възможно е в нея да присъстват един или повече допълнителни цветове, но акцентът не е върху колорита, за разлика от живописта. Предмет на графиката са жанровете портрет, пейзаж, натюрморт, интериор. Съществува и абстрактна графика.

## История
Корените на графичното изкуство могат да се открият още в Палеолита и многобройните изображения получени чрез издраскване с остър предмет по стените на пещерите, върху кост и др.
През ранното Средновековие графични прийоми се използват в книжната миниатюра. Пример са рисунките с туш и перо в „Утрехтския псалтир“. Доколкото под графика се разбират рисунките в черно-бяло, запазени са шедьоври на майстори от всички епохи: Леонардо да Винчи, Микеланджело, Албрехт Дюрер, Рубенс, Рембранд, Франсиско Гоя, Оноре Домие, Хокусай, Анри дьо Тулуз-Лотрек, Винсент ван Гог, Пабло Пикасо. Забележителни рисувачи са Илия Бешков и Владимир Димитров-Майстора.
Печатната графика се развива през 15 век в Европа. Тя става популярна, тъй като дава възможност да се правят многобройни отпечатъци, всеки от които е със сравнително ниска себестойност. Албрехт Дюрер е един от най-големите майстори на ксилографията (дърворез) и гравюрата върху мед. Става традиция да се правят цикли (серии) с гравюри на дадена тема, практика запазена и до днес. Най-често срещани са библейските сюжети, нравоучителни и комични сцени, портрети на видни личности. Многотиражността на печатната графика я превръща и в средство за пропаганда. В протестантска Германия например се разпространяват гравюри, осмиващи римския папа. През 16 век е изобретен офортът, който през 17 век придобива широка известност, защото от неговите клишета могат да се вадят много повече копия, отколкото при медната гравюра и ксилографията. Той открива и нови възможности пред художника-график.
Ненадминат виртуоз на офорта е холандският художник Рембранд. За разяждане на плочата той използва оцетна киселина, която е изключително слаба. Процесът трае понякога месец, но резултатът е изключително фини щрихи, даващи възможност за мното полутонове. Макар че по онова време графиката се смята за второстепенно изкуство, един отпечатък от офорта му „Христос изцелява болни“ се продавал за невероятна сума - 100 гулдена, което е причина неговата творба да стане известна като „Листът за сто гулдена“. Виден офортист от 17 век е и французинът Жак Кало в чийто цикъл „Ужасите на войната“ се появява социалната тематика.
През 19 и 20 век социалната и политическа тематика е често срещана в графичното изкуство. Пример за това е творчеството на Франсиско Гоя, Оноре Домие, Александър Станлейн, Кете Колвиц, Франс Мазарел, Пабло Пикасо, Илия Бешков, Александър Жендов.

## Видове
Според съдържанието и предназначението си графиката се дели на изящна и приложна. Към изящната се отнасят произведения със самостоятелно художествено значение – графични картини, които не са пряко свързани с текст. Приложната включва всички видове графика, свързана с текст и предназначена за оформяне на книги, списания, вестници – карикатура, плакат, етикет, шрифт и др.

## Графиката като рисунка
Обичайни графични материали са моливът, тушът, мастилото, въгленът (пресован или не), кредата. Рисува се с различни видове четки, метални или истински пера, дори подострени клечки. Като основа за рисуване се използва хартия или картон, понякога коприна или други. Скрепването на по-нетрайни материали като молив, въглен или креда става чрез напръскването на рисунката с фиксаж.

## Печатна графика
Тук рисунката служи само като изходен материал за графичния отпечатък. При този вид графика има възможност да се получават множество отпечатъци от работната повърхност. Според принципа на работа и технологията се дели на висок, дълбок и повърхностен печат.

### Високопечатни техники
За работна повърхност се използва дърво (чимшир, орех или др.), синтетичен материал (линолеум и др.), кост, камък, метал. Подготвителната рисунка се пренася върху нея с помощта на абрис (най-често оризова хартия) или друг способ. Местата, които в крайния отпечатък трябва да останат бели се обработват с резци, като се отнема част от повърхността на материала чрез нанасяне на щрихи. След приключване на работата върху повърхност се нанася обсетово мастило. То може да бъде смесено с маслена боя в съотношение 3:1. Прибавят се и добавки (секативи) чиято цел е да подобрят качествата и трайността на мастилото. Върху намастилената повърхност се поставя листът на който ще се печата. В миналото се е използвала специална костна лъжичка (костка) с чиято изпъкнала повърхност се нанасят въртеливи движения върху поставения на работната повърхност лист.
Днес отпечатването става със специални машини – преси. Предимството на костката е, че печатарят може да контролира натискът в различните области на повърхността и по този начин да получи по-светъл или по-тъмен тон. След пресоване листът с получения отпечатък се отделя от повърхността и се оставя да изсъхне. Могат да бъдат извадени множество отпечатъци, но в крайна сметка натискът деформира повърхността и води до влошаване на качеството на отпечатъците от даден момент нататък. Съществува разновидност при която се използва трети цвят, освен бялото на листа и черното на мастилото. В японската графика „Укийо-е“ се създават творби с над двадесет цвята. За всеки цвят се използва отделна дъска, като цветовете се отпечатват върху листа в последователност от към по-светли към по-тъмни. В зависимост от вида на използваната повърхност високопечатните техники биват: ксилография (дърворез), линогравюра (линорез), осцилография (на кост), металорез и др.

### Дълбокопечатни техники
При тази група техники печата не повърхността а издълбаната част от изображението в която се втрива мастило. Според начина на гравиране на щрихите се делят на:
- механични:

- суха игла (гравюра) – металната повърхност се издрасква с остър предмет – офортна игла или шайбер. Мастилото се втрива в щрихите а останалата повърхност се почиства добре от него. Печата се с помощта на офортна преса върху навлажнен лист. Могат да се получат от 20 до 50 качествени отпечатъка.
- мецотинто: повърхността на плочата се награпява с помощта на инструмент наречен кобилка. Многобройните гъсто разположени миниатюрни грапавини, дават черен отпечатък след втриването на мастило. С инструмент подобен на лъжичка (полирка) се заглаждат тези грапавини. Колкото по продължително се обработва дадена част от повърхността, толкова по-светъл тон ще се получи там в отпечатъка. Ефектът на техниката е подобен на монохромна живопис.

- химически:

- офорт: металната плоча се покрива с предпазен лак (офортен грунд), издрасква се рисунката и плочата се потапя във ваничка с киселина. Разяждат се щрихите, но не и защитената повърхност. Премахва се вече ненужния грунд. Печатането се извършва по същия начин като сухата игла. При тази техника могат да се извадят много повече отпечатъци.
- мек лак: техника подобна на офорта, но лакът е смесен с овча лой което му пречи да се втвърди напълно. Покрива се с опъната на рамка фина тъкан (примерно дамски найлонов чорап) и се нанася рисунка с не-много остър предмет, може молив. Получените щрихи не са резки а наподобяват моливна рисунка. Разяждането и печатането е като при офорта.
- акватинта: идеята на техниката е да имитира акварелна рисунка. Онази част от плочата която трябва да даде бялото в отпечатъка се покрива с грунд. Плочата се потапя в киселина за кратко, след измиване и подсушаване се покрива тази част която ще е тонирана в светлосиво и т.н. Обикновено се правят четири или пет степени, но понякога и доста повече, като се търси живописен ефект. Печатането е като при офорта. От плочата могат да се извадят до 10 качествени отпечатъка. Техниката рядко се използва сама, в повечето случаи е допълнение към офорта.

- резерваж: по повърхността на плочата се полагат мазки с четка потопена в гъст захарен сироп смесен с гума арабикум или декстриново лепило. Получават се петна и капки от сиропа чиято големина, форма и гъстота може да се контролира с четката. След засъхването им върху плочата се нанася грунда. Когато той се втвърди, плочата се обработва с топла вода която разтапя капките захарен сироп. В грунда се получават непокрити места с формата на капките. Разяжда се и се печата като при другите техники. Тоналността на петната се контролира с продължителността на престой в киселината. Техниката може да се използва самостоятелно, примерно при пейзаж, но в повечето случаи е допълнение към други дълбокопечатни техники.
- препечатки: върху покритата с мек лак повърхност на плочата се поставят различни по форма и фактура парчета плат. Те се притискат чрез преса. В резултат фактурата им се отпечатва в лака като сваля част от него.

Разяждането и печатането са като при останалите сходни техники. Препечатките се използват главно като допълнение и разнообразяване на офорт или друга техника.
- смесена техника: често описаните по-горе техники се ползват в съчетание помежду си. Класическо е смесването на офорт и акватинта или офорт и мек лак.

## Графика и технологии
С развитието на новите технологии се появява компютърната графика.